# Verena Koch

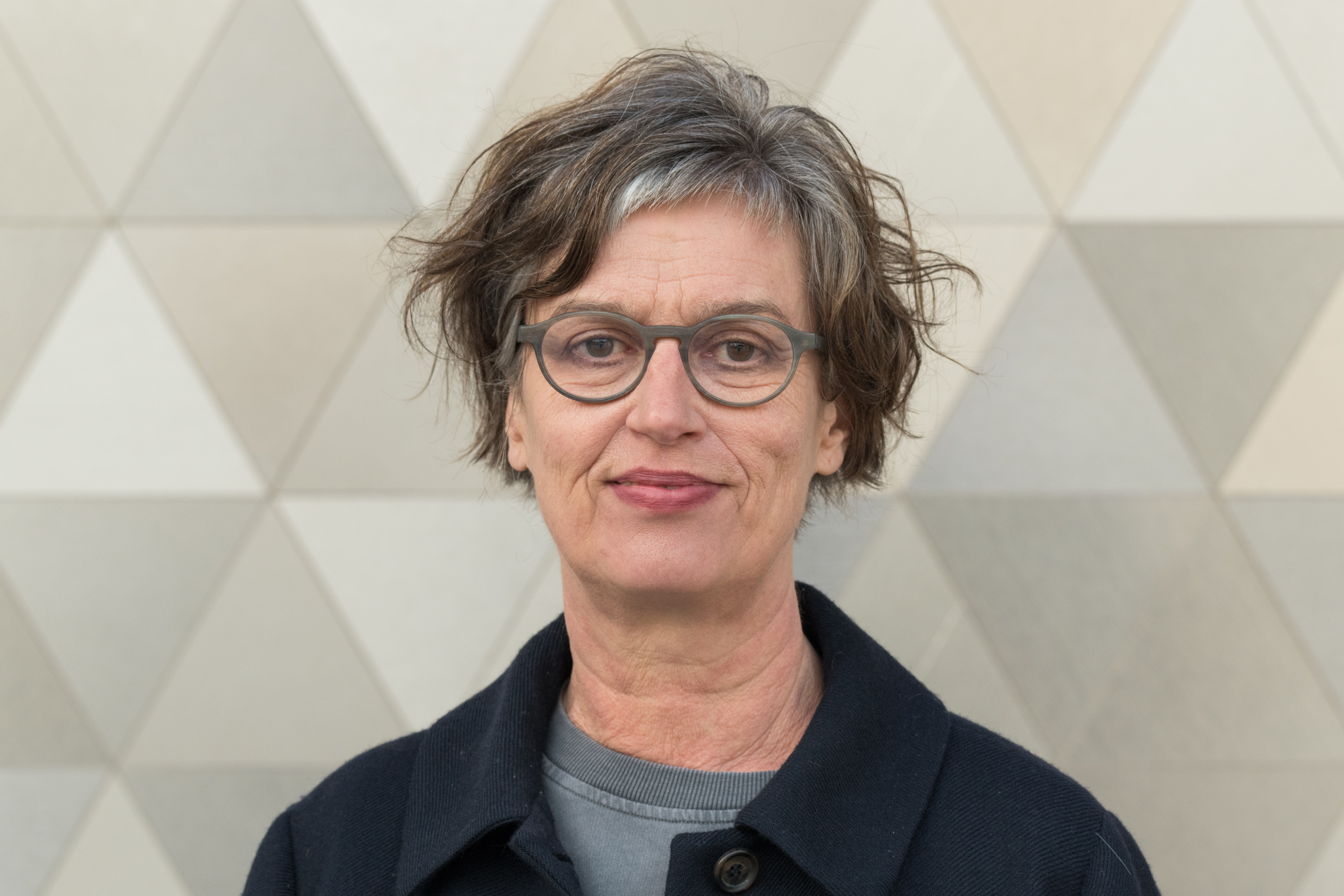
Verena Koch (2022)

Verena Koch (* 1961 in Bad Hersfeld) ist eine deutsche Theaterschauspielerin und -regisseurin.

## Leben
Sie absolvierte nach dem Abitur und diversen Auslandsaufenthalten die Hochschule für Musik und Darstellende Kunst Frankfurt/Main, wo sie auch ihr erstes Engagement an den Städtischen Bühnen Frankfurt antrat.
Es folgten mehrjährige Engagements in Göttingen, Esslingen, Münster und am Nationaltheater Mannheim, sowie verschiedene Gastspiele in Polen, Italien, Frankreich.
Zu ihren prägenden Bühnenerlebnissen gehört die Zusammenarbeit mit Regisseuren wie Einar Schleef, Clemens Bechtel, Ulrich Becker, Amélie Niermeyer, Beat Fäh, Götz Spielmann, Bernarda Horres, Gerhard Willert, Peter Wittenberg u. v. a.
Die Bandbreite ihrer Rollen reicht von Piperkarcka in „Die Ratten“ von Gerhart Hauptmann über Sally Bowles („Cabaret“), Lady Milford („Kabale und Liebe“), Franziska („Minna von Barnhelm“), Mrs. Lovett („Sweeney Todd“), Königin Gertrud („Hamlet“), Traffikantin Valerie in den „Geschichten aus dem Wienerwald“ bis zu Emmi in "Angst essen Seele auf".
„Es gibt keine Lieblingsrollen, da jede Rolle den Anspruch der jeweiligen Lieblingsrolle erhebt.“(V.K.)
In Zusammenarbeit mit den Städtischen Bühnen Münster, dem Goetheinstitut und dem NDR entwickelte sie 1997/98 mit dem Komponisten Edward Rushton eine Arbeit zum Westfälischen Frieden mit dem Titel „wie reisst die erd auf ihren schlund“, die zu Festivals in Den Haag und Amsterdam eingeladen wurde.
Von 1998 bis 2011 war sie festes Ensemblemitglied des Landestheaters in Linz, wo sie auch ihre Arbeit als Regisseurin und Autorin fortsetzen konnte. Die folgenden Projekte gehörten zu den erfolgreichsten des Landestheaters: „Ein mörderischer Heimatabend“ (zusammen mit Franz Huber), „Schneewittchen wird erwachsen“, „3x Cevapcici“, „Tapetenwechsel“ und „Schöne blaue Donau“. Ebenso entstanden Arbeiten für das Brucknerhaus Linz, das Festival der Regionen und die Festwochen Gmunden, die an diversen Spielorten in Österreich gastierten.
Seit 1999 ist sie Dozentin für Schauspiel an der Anton-Bruckner-Privatuniversität. Derzeit arbeitet Verena Koch als freie Schauspielerin und Regisseurin unter anderem an der Deutschen Bühne Ungarn / Szekszárd, Theater an der Rott – Eggenfelden und dem Landestheater Linz.
Seit 2012 ist sie außerdem freie Mitarbeiterin der Theatergruppe Malaria,  Werkstatt Diakonie Gallneukirchen.